# National de Québec
A National de Québec egy kanadai jégkorongcsapat a Québec tartománybeli Québecben. A klubot 2024-ben alapították a québec-i ligue nord-américaine de hockey legújabb csapataként. A csapat a L'Ancienne-Lorette-ben található Complexe Sportif Bonair de L’Ancienne-Lorette jégcsarnokban játszik.

## Története
A csapatot 2024-ben alapították. Québec városában már volt LNAH-franchise, 1997 és 1999 között az As de Québec, 2003 és 2008 között pedig a Radio X de Québec csapata.

## Statisztikák
| Főszezon | Főszezon | Főszezon | Főszezon | Főszezon | Főszezon | Főszezon | Főszezon | Főszezon | Rájátszás                                       | Rájátszás                                       | Rájátszás |
| Szezon   | LM       | GY       | GY. H.   | V. H.    | V        | G        | P        | Helyezés | Negyeddöntő                                     | Elődöntő                                        | Döntő     |
| -------- | -------- | -------- | -------- | -------- | -------- | -------- | -------- | -------- | ----------------------------------------------- | ----------------------------------------------- | --------- |
| 2024–25  | 36       | 7        | 3        | 2        | 24       | 107:155  | 22       | 8.       | Győzelem a Cool FM 103,5 de Saint-Georges (4-2) | Vereség az Éperviers de Sorel-Tracy ellen (0-4) | -         |

## Klubidentitás
A National de Québec név már feltűnt egyszer a Lance et compte című kanadai tévésorozatban, amiben egy fiktív NHL-csapat volt.